# Nykvarn (commune)
La commune de Nykvarn est une commune suédoise du comté de Stockholm. Environ 11200 personnes y vivent (2020). Son chef-lieu se situe à Nykvarn.

## Localités principales
- Nykvarn (5 969 hab.)
- Finkarby (200 hab.)